# Miss Earth 2003
| Data:                | 9 listopada 2003                      |
| Kraj:                | Filipiny                              |
| Miasto:              | Quezon City                           |
| Gala finałowa:       | University of the Philippines Theater |
| Liczba uczestniczek: | 57                                    |
| Zwyciężczyni:        | Dania Prince, Honduras                |
| Poprzedniczka:       | Winfred Omwakwe, Kenia                |
| Następczyni:         | Priscilla Meirelles, Brazylia         |
| -------------------- | ------------------------------------- |

Miss Earth 2003 - 3. edycja konkursu Miss Earth. Odbyła się ona 9 listopada 2003 r. w University of the Philippines Theater, w Quezon City na Filipinach. W konkursie wzięło udział 57 kobiet z całego świata. Konkurs wygrała reprezentantka Hondurasu - Dania Prince. Kolejne trzy miejsca zajęły odpowiednio delegacje: Brazylii, Kostaryki i Nikaragui. Polskę reprezentowała Marta Matyjasik, która w głównej rywalizacji uzyskała tytuł Miss Ognia (3. wicemiss).

## Wyniki

### Miejsca
| Wyniki finału                | Uczestniczka/Uczestniczki |
| ---------------------------- | --- |
| Miss Earth 2003              | - Honduras - Dania Prince |
| Miss Powietrza (1. wicemiss) | - Brazylia - Priscila Poleselo Zandoná |
| Miss Wody (2. wicemiss)      | - Kostaryka - Marianela Zeledón Bolaños |
| Miss Ognia (3. wicemiss)     | - Polska - Marta Matyjasik |
| Półfinalistki                | - Cypr - Krystiana Aristotelou - Filipiny - Laura Marie Dunlap - Gwatemala - Marie Claire Palacios Bouefgras - Norwegia - Fay Larsen - Serbia i Czarnogóra - Katarina Vucetic - Tahiti - Vairupe Pater Huioutu |

### Nagrody specjalne
| Nagroda specjalna                 | Uczestniczka                            |
| --------------------------------- | --------------------------------------- |
| Piękno dla celu                   | Afganistan - Vida Samadzai              |
| Miss Fotogeniczności              | Boliwia - Claudia Cecilia Azaeda        |
| Najlepszy kostium narodowy        | Panama - Jessica Doralis Segui          |
| Miss Przyjaźni                    | Etiopia - Yodit Getahun                 |
| Miss Talentu                      | Bośnia i Hercegowina - Mirela Bulbulija |
| Najładniejsza w stroju kąpielowym | Francja - Jennifer Pichard              |
| Najładniejsza w sukni wieczorowej | Brazylia - Priscila Poleselo Zandoná    |

## Uczestniczki
- Afganistan - Vida Samadzai
- Antigua i Barbuda - Juany Gomez
- Argentyna - Marisol Pipastrelli
- Australia - Shivaune Christina Field
- Belgia - Sofie Ydens
- Boliwia - Claudia Cecilia Azaeda Melgar
- Bośnia i Hercegowina - Mirela Bulbulija
- Brazylia - Priscila Poleselo Zandoná
- Chile - Carolina Salazar
- Chiny - Dong Meixi
- Cypr - Krystiana Aristotelou
- Dania - Marie Petersen
- Dominikana - Suanny Frontaán
- Ekwador - Isabel Cristina Ontaneda Pinto
- Estonia - Kadi Tombak
- Etiopia - Yodit Getahun
- Filipiny - Laura Marie Mercado Dunlap
- Finlandia - Jenni Suominen
- Francja - Jennifer Pichard
- Ghana - Ama Amissah Quartey
- Gibraltar - Justine Olivero
- Gwatemala - Marie Claire Palacios Boeufgras
- Honduras - Dania Patricia Prince Méndez
- Indie - Shwetha Vijay Nair
- Izrael - Moran Glistron
- Japonia - Asami Saito
- Kanada - Brooke Elizabeth Johnston
- Kenia - Hazel Nzioki
- Kolumbia - Emily de Castro Giacometto

- Korea - Oh Yoo-mi
- Kosowo - Teuta Hoxha
- Kostaryka - Marianela Zeledón Bolaños
- Liban - Mary Georges Hanna
- Malezja - Ying Ying Lee
- Meksyk - Lorena Irene Velarde Briceño
- Niemcy - Jolena Kwasow
- Nigeria - Eva Ogberor
- Nikaragua - Marynés Argüello César
- Norwegia - Fay Larsen
- Nowa Zelandia - Katey Ellen Price
- Panama - Jessica Doralis Segui Barrios
- Peru - Danitza Autero Stanic
- Polska - Marta Matyjasik
- Portoryko - Norelis Ortiz Acosta
- Południowa Afryka - Catherine Constantinides
- Serbia i Czarnogóra - Katarina Vucetic
- Singapur - Adele Koh
- Słowenia - Sabina Begovic
- Stany Zjednoczone - Jessica Schillings
- Szwajcaria - Catherine Waldenmeyer
- Szwecja - Caroline Sonath
- Tahiti - Vairupe Pater Huioutu
- Tajlandia - Anongnat Sutthanuch
- Ukraina - Diana Starkova
- Wenezuela - Driva Ysabella Cedeño Salazar
- Węgry - Aniko Szucs
- Wietnam - Nguyễn Ngân Hà